# Seznam zaniklých leteckých společností Česka
Toto je seznam zaniklých českých leteckých společností, aktualizován v roce 2024. 

## Zaniklé letecké společnosti Česka

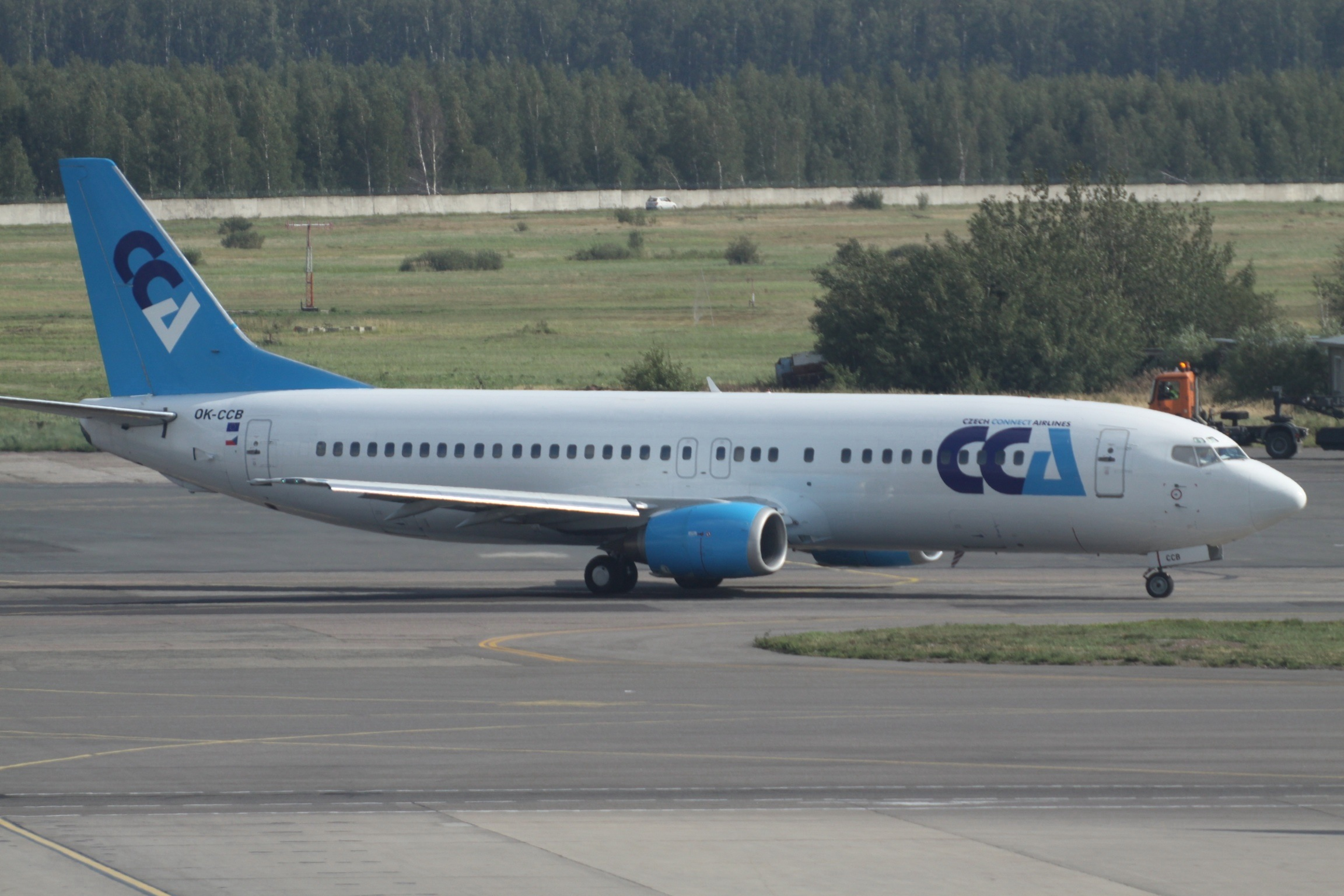
Boeing 737-300 aerolinie Czech Connect Airlines, 2010

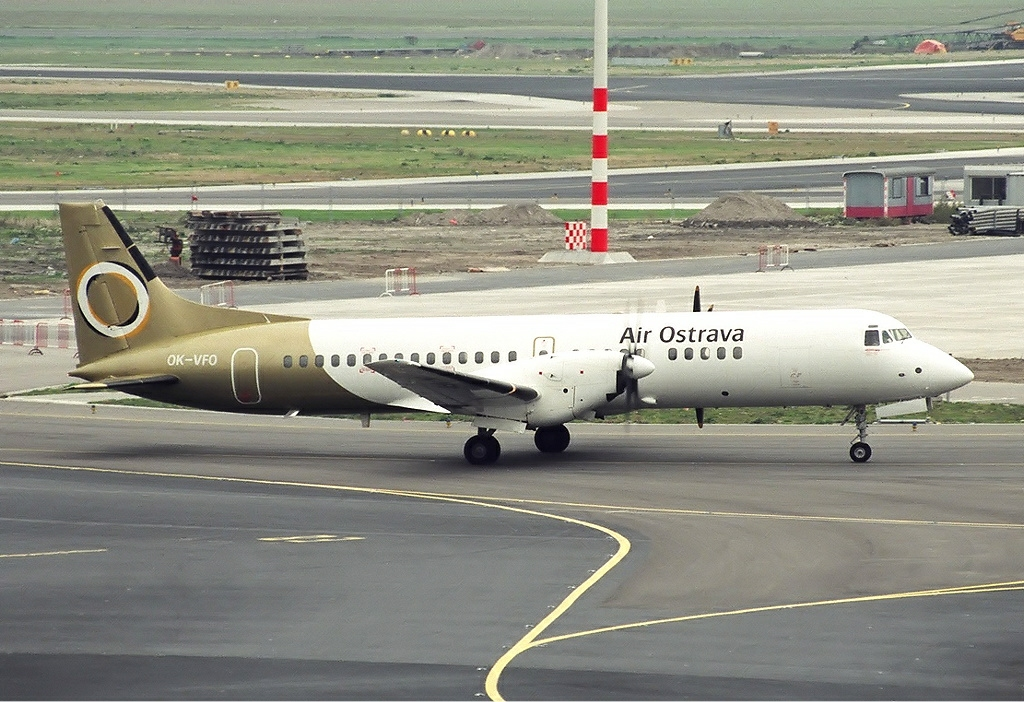
BAe ATP letecké společnosti Air Ostrava, 1995

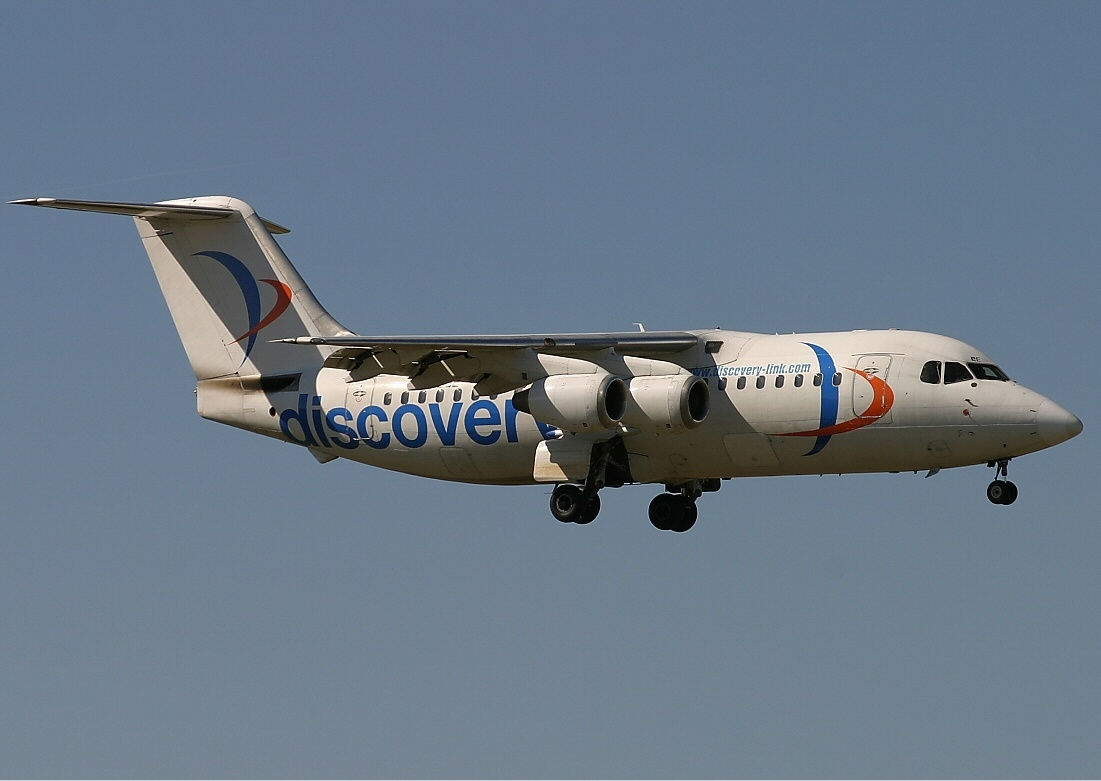
BAe 146-200 společnosti Discovery Link, 2004

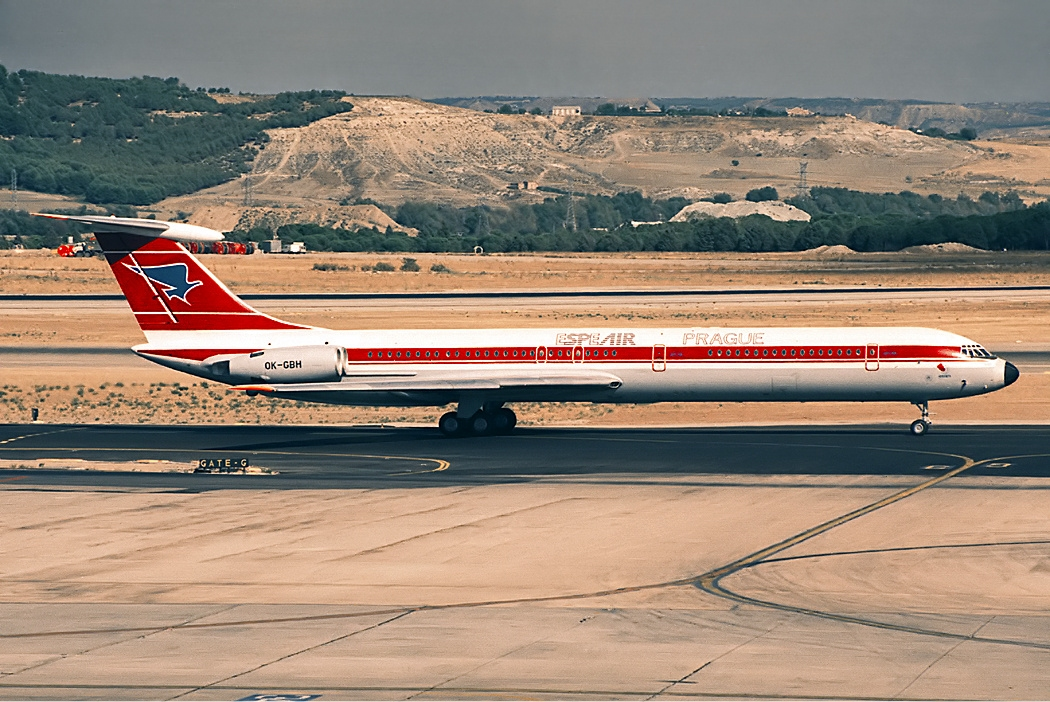
Iljušin Il-62 letecké společnosti Espe Air, 1993

Toto jsou zaniklé letecké společnosti, které fungovaly v České republice (1992 až současnost).
| Název                    | IATA | ICAO | Callsign       | Založeno | Zánik | Zaměření           | Poznámky                                                |
| ------------------------ | ---- | ---- | -------------- | -------- | ----- | ------------------ | ------------------------------------------------------- |
| ABA Air                  |      | ABP  | BAIR           | 1996     | 2005  | aerotaxi, náklad   |                                                         |
| Alfa-Helicopter          |      |      |                | 1992     | 2016  | záchranná služba   |                                                         |
| Air Ostrava              |      |      |                | 1993     | 2000  | pravidelná doprava |                                                         |
| Air Moravia              |      | MOA  |                | 1991     | 1996  | chartery           |                                                         |
| Air Terrex               |      | TRX  |                | 1992     | 1995  | chartery           |                                                         |
| Air Vítkovice            | 8K   | VTR  |                |          | 1993  | chartery           |                                                         |
| Bemoair                  |      | BMI  |                | 1991     | 1997  | chartery           |                                                         |
| Cargo Moravia Airlines   |      |      |                | 1991     | 1994  | náklad             |                                                         |
| Czech Connect Airlines   | CQ   | CCG  | CZECH CONNECT  | 2007     | 2012  | pravidelná doprava | Prvotně Central Charter Airlines                        |
| Central Connect Airlines | 3B   | JBR  |                | 1993     | 2013  |                    | Později přejmenováno na Job Air                         |
| Československé aerolinie | OK   | CSA  | CSA-LINES      | 1923     | 1995  | pravidelná doprava | Transformováno do společnosti České aerolinie           |
| České aerolinie (ČSA)    | OK   | CSA  | CSA-LINES      | 1923     | 2024  | pravidelná doprava | Dne 26.10.2024 Transformováno do společnosti Smartwings |
| Discovery Link           |      |      |                | 2004     | 2005  | pravidelná doprava |                                                         |
| Egretta BMI              |      |      |                |          |       |                    |                                                         |
| Ensor Air                |      |      |                | 1992     | 1994  | chartery           |                                                         |
| Espe Air                 |      | CSA  |                | 1991     | 2000  | chartery           |                                                         |
| Fischer Air              | 8F   | FFR  | FISCHER        | 1996     | 2005  | chartery           | Později přejmenováno na Charter Air                     |
| Georgia Air Prague       |      | PGU  |                | 1992     | 1997  | chartery           |                                                         |
| Helicopter               |      |      |                | 1994     | 2003  | záchranná služba   |                                                         |
| Holidays Czech Airlines  | HC   | HCC  | CZECH HOLIDAYS | 2010     | 2014  | chartery           |                                                         |
| IDG Technology Airlines  |      |      |                | 1997     | 1998  | chartery           |                                                         |
| Škoda Air                |      | SOA  |                | 1979     | 1996  | chartery           |                                                         |
| Olimex                   |      |      |                |          |       |                    |                                                         |
| Top Air                  |      |      |                |          |       |                    |                                                         |
| Travel Service           |      |      |                | 1997     | 2018  | chartery           | Přejmenováno/transferováno na SmartWings                |

## Zaniklé letecké společnosti Československa

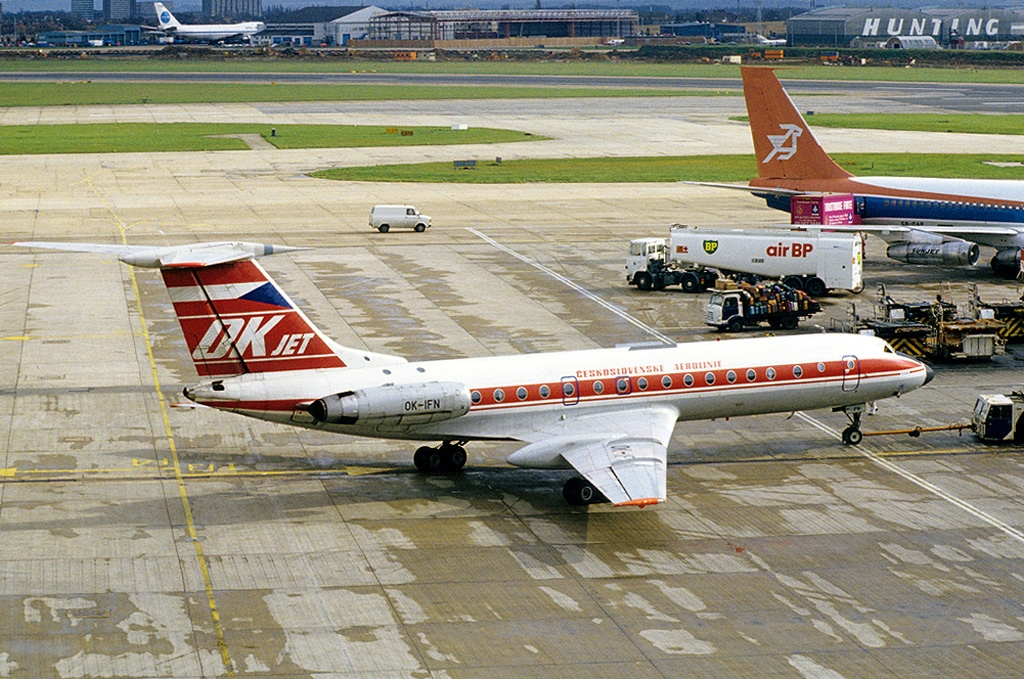
Tupolev Tu-134A Československých aerolinií v roce 1982

Toto jsou zaniklé letecké společnosti, které fungovaly v době Československa (roky 1918 až 1992).
| Název                                     | IATA | ICAO | Callsign  | Založeno | Zánik | Zaměření           | Poznámky                                      |
| ----------------------------------------- | ---- | ---- | --------- | -------- | ----- | ------------------ | --------------------------------------------- |
| Baťova letecká společnost                 |      |      |           | 1924     | 1938  | chartery           |                                               |
| Československá letecká akciová společnost |      |      |           | 1922     | 1923  | pravidelná doprava |                                               |
| Československá letecká společnost         |      |      |           | 1927     | 1939  | pravidelná doprava |                                               |
| Československé státní aerolinie           | OK   | CSA  | CSA-LINES | 1923     | 1995  | pravidelná doprava | Transformováno do společnosti České aerolinie |
| Škoda Air                                 |      | SOA  |           | 1979     | 1996  | chartery           |                                               |